# Luidia sibogae
Luidia sibogae is een kamster uit de familie Luidiidae.
De wetenschappelijke naam van de soort werd in 1920 gepubliceerd door Ludwig Döderlein.